# NGC 5738
NGC 5738 este o galaxie lenticulară situată în constelația Fecioara. A fost descoperită în 12 aprilie 1864 de către Albert Marth. Se află la o distanță de 28,09 de megaparseci de Pământ.